# Ponte de ferro do rio Ijuizinho
A ponte de ferro do rio Ijuizinho é uma ponte de estrutura metálica localizada no interior do município brasileiro de Entre-Ijuís, no Rio Grande do Sul. Cruza o rio Ijuizinho na divisa das localidades Esquina Rondinha e Esquina Missões.